# 萨卡加维亚
萨卡加維亚（/səˌkɑːɡəˈwiːə/，1788年5月—1812年12月20日或1884年4月9日）是一位美國原住民休休尼族婦女，曾為開拓美國西部蠻荒的刘易斯与克拉克远征隊擔任嚮導及翻譯。
萨卡加維亚是休休尼族原住民。1804年（他12歲大時），被希達察族人賣給法裔加拿大獵人图桑·沙博诺，成為夏博諾的妻子之一，兩人育有一子讓·巴蒂斯特·沙博诺和一女莉塞特·沙博诺（Lisette Charbonneau）。
1805年刘易斯与克拉克远征隊行經現在的北达科他州時，夏博諾及萨卡加維亚加入了遠征隊的行列。萨卡加維亚後來成為遠征隊中的馳名嚮導及翻譯，幫助遠征隊隊員完成到達太平洋沿岸的旅程。
2000年起，薩卡加維亞的头像出现在薩卡加維亞1美元硬幣上。2003年，薩卡加維亞進入美國國家女性名人堂。

## 大眾文化中的薩卡加維亞
- 電影《博物館驚魂夜》系列，由瑞緒·佩克飾演。

## 外部連結
- "Profile: Sacagawea" （页面存档备份，存于），美國國家公園管理局
- Museum of Human Beings （页面存档备份，存于），科林·薩金特（英语：Colin Sargent）的著作
- Sacagawea - A Pioneer Interpreter （页面存档备份，存于），teck-translations.com